# Mad Max (franchise)
 Pour plus de détails, voir Fiche technique et Distribution
Mad Max est une franchise d'action et de science-fiction australo-américaine créée par George Miller et Byron Kennedy.

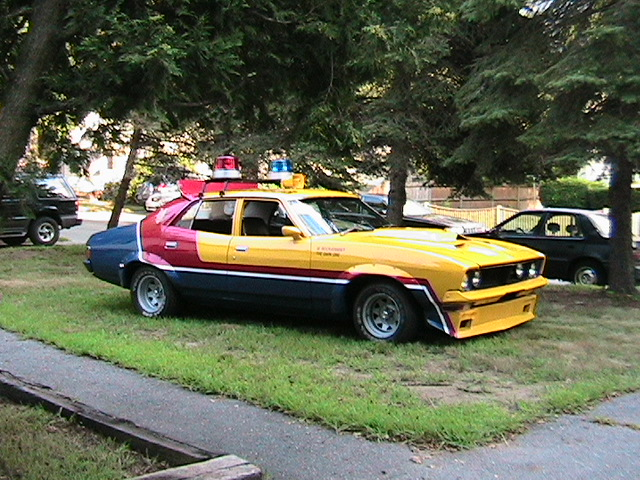
Une Ford Falcon 1974, réplique de l’Interceptor du premier film.

Au cinéma, la franchise est pendant longtemps composée de trois films : Mad Max, sorti en 1979, Mad Max 2 : Le Défi, sorti en 1981, et Mad Max : Au-delà du dôme du tonnerre, sorti en 1985. La saga renaît 30 ans plus tard avec un 4e opus, Mad Max: Fury Road, sorti en 2015. En mai 2015, quelques jours après la sortie de Fury Road, George Miller confirme qu'il envisage une suite intitulée Mad Max: The Wasteland et même deux autres films, toujours avec Tom Hardy dans le rôle-titre. Le cinquième film est finalement Furiosa, film centré sur le personnage éponyme (sortie en 2024).
George Miller réalise chaque film de la série, mais il coréalise le troisième avec George Ogilvie.
Le personnage principal, Max Rockatansky, est un ancien policier de la route, incarné par Mel Gibson dans les trois premiers films puis par Tom Hardy dans le quatrième volet.

## Synopsis

### Mad Max

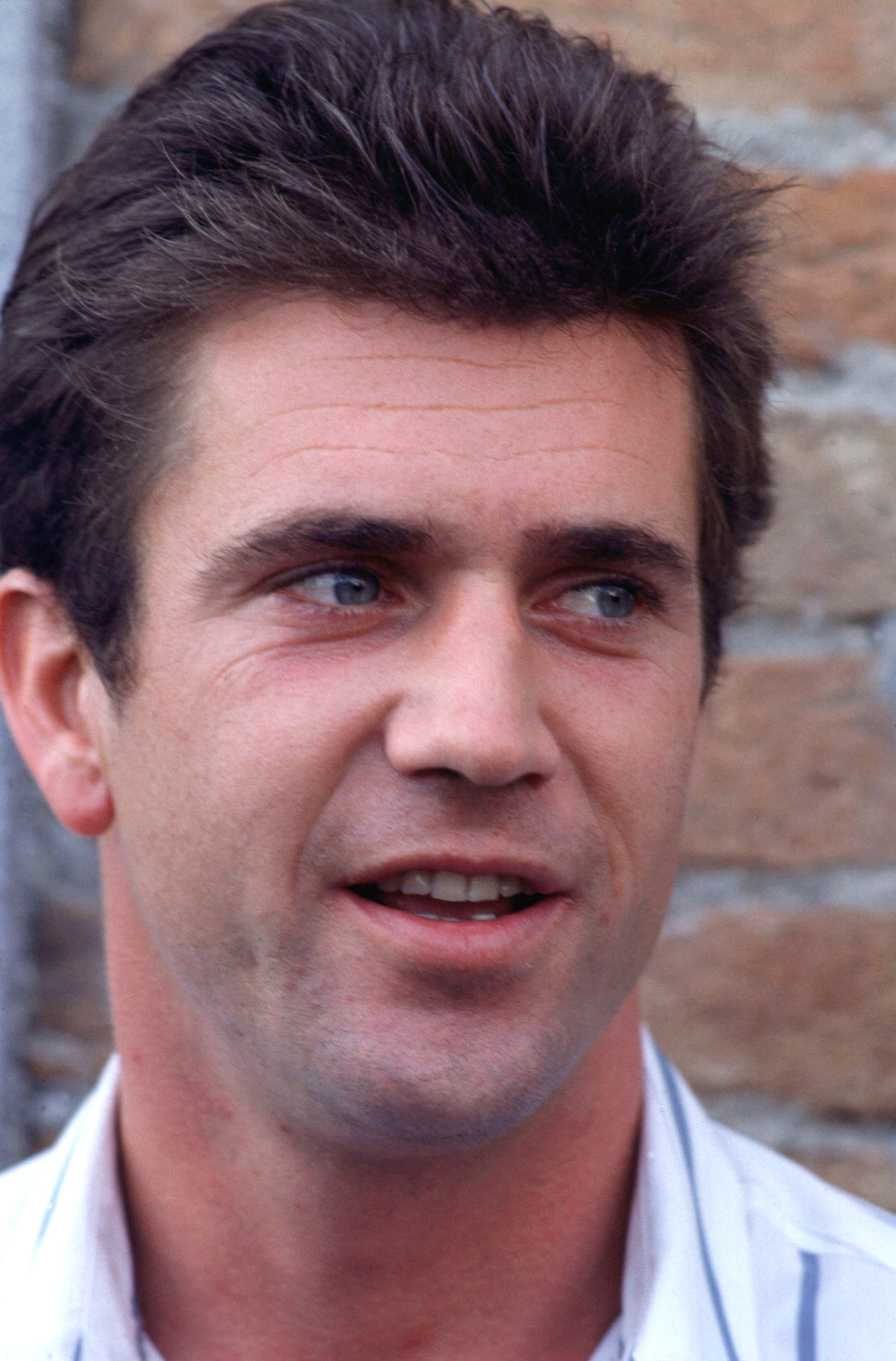
Mel Gibson, l'interprète de Mad Max dans les trois premiers films, ici en 1985.

Dans un futur proche, Max Rockatansky est un policier de la route, chargé de faire régner l'ordre et de chasser les criminels. Mais Les Aigles de la Route, une dangereuse bande de motards, veulent venger l'un des leurs, notamment en s'en prenant au collègue et meilleur ami du policier, Jim Goose. Prenant peur, Max décide de démissionner et part en vacances avec sa famille au Nord, loin de la violence routière. Cependant les motards retrouvent sa trace et s'en prennent à sa femme et à son fils, finissant par les tuer. Fou de rage, Max ré-endosse son uniforme et part traquer les meurtriers de sa famille, dans le seul but de les éliminer un par un.

### Mad Max 2: Le Défi
Vivant en marge après le massacre de sa famille et de son collègue, Max sillonne les routes d'un pays livré à la violence dont le pétrole est devenu une ressource rare. Alors qu'il cherchait de l'essence et après avoir maîtrisé un homme en autogire qui l'a attaqué, ce dernier lui révèle qu'il peut trouver autant de carburant qu'il veut dans une raffinerie gérée par une poignée de personnes, constamment assiégée par une bande cherchant à en prendre le contrôle. Max décide d'aider les gens de la raffinerie : en échange de quelques litres, il leur fournit un camion capable de tirer la citerne qui contient le précieux carburant.

### Mad Max: Au-delà du dôme du tonnerre

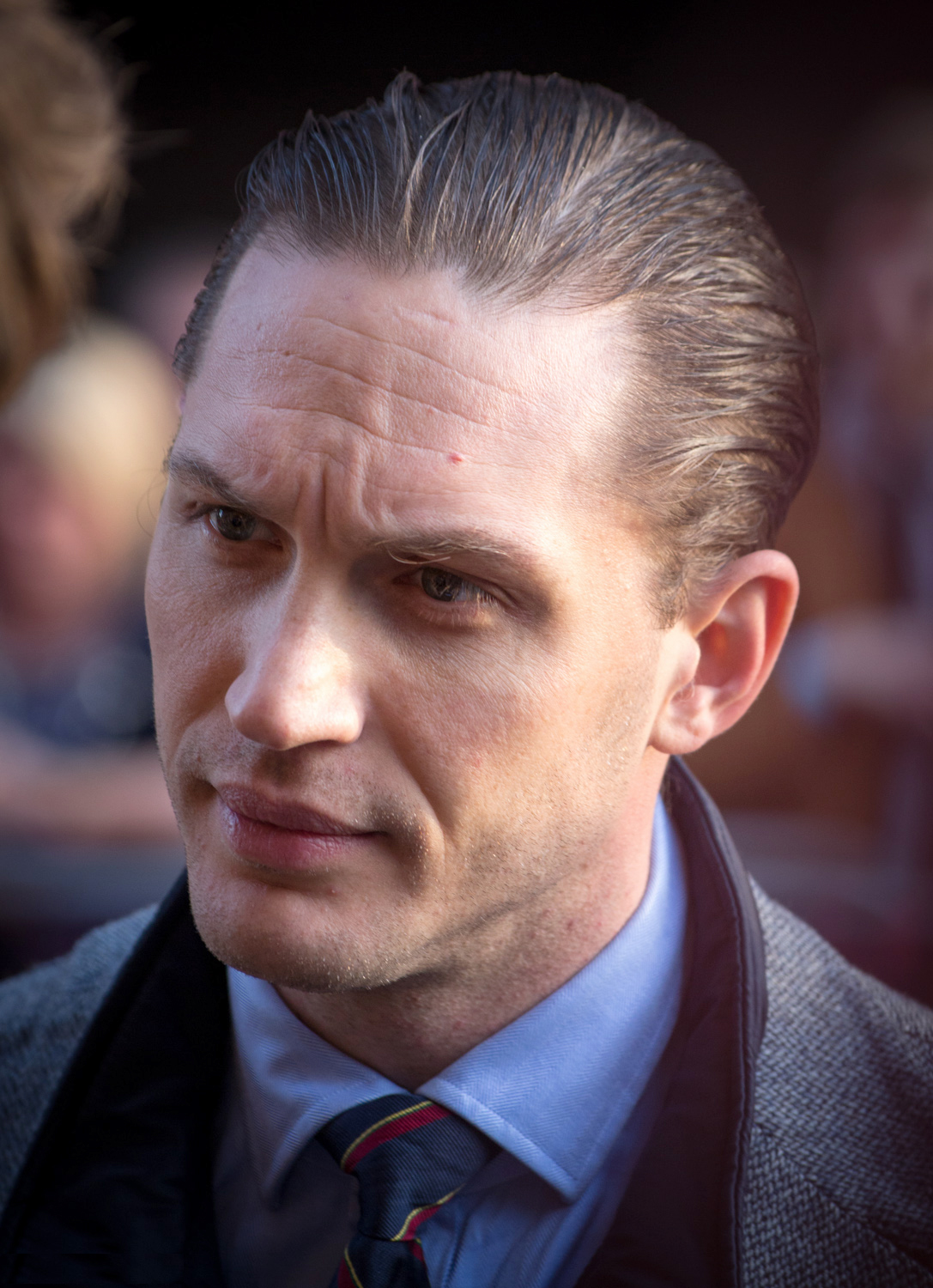
Tom Hardy reprend le rôle de Max dans le 4e film.

Après une guerre nucléaire, la société a été presque entièrement décimée. Les survivants s'organisent pour recréer un monde nouveau. Alors qu'il traverse le désert à bord de son véhicule attelé à un troupeau de dromadaires, Max se fait dépouiller de ses biens par un étrange aviateur. Il poursuit donc son chemin à pied et arrive à Bartertown, une ville où le troc aide à relancer le commerce. Il demande à y entrer afin de retrouver l'homme qui l'a volé. Il y rencontre Entité, la créatrice de cette ville. Celle-ci est en conflit avec Maître-Bombe, petit homme perché sur les épaules d'un géant, qui est responsable de la production de l'énergie servant à faire fonctionner la ville. Elle propose une affaire à Max : elle le rééquipe s'il affronte Bombe dans un combat à la loyale sous le Dôme du Tonnerre.

### Mad Max: Fury Road
Dans un monde dévasté par la guerre pour l'eau et le pétrole, un seigneur de guerre nommé Immortal Joe règne en maître sur la Citadelle, un petit bastion d'hommes qu'il a asservis à l'aide de « war boys » fanatisés. Ceux-ci capturent Max, qui se retrouve prisonnier en tant que "globulard" jusqu'à ce que l'Imperator Furiosa, générale de guerre et conductrice de l'attelage de guerre d'Immortal Joe, envoyée chercher du carburant de l'autre côté du désert, ne change de route en emportant les épouses-esclaves du maître de la Citadelle.

### Furiosa (film)|Furiosa
S'inscrivant dans l'univers de Mad Max , Furiosa : Une saga Mad Max est à la fois un spin-off et un préquel de la saga, centré sur le personnage féminin éponyme d'Imperator Furiosa ; elle apparaît dans Mad Max: Fury Road, où elle est interprétée par Charlize Theron. Le film narre la jeunesse de ce personnage. C'est l'actrice Anya Taylor-Joy qui est retenue pour jouer le rôle principal. À l'instar des précédents épisodes, le film est réalisé et scénarisé par George Miller.

## Fiche technique des films
| Équipe du tournage            | Films                                                       | Films                                                       | Films                                                       | Films                                                       | Films                             |
| Équipe du tournage            | Mad Max (1979)                                              | Mad Max 2 : Le Défi (1981)                                  | Mad Max : Au-delà du dôme du tonnerre (1985)                | Mad Max: Fury Road (2015)                                   | Furiosa : Une saga Mad Max (2024) |
| ----------------------------- | ----------------------------------------------------------- | ----------------------------------------------------------- | ----------------------------------------------------------- | ----------------------------------------------------------- | --------------------------------- |
| Titre québécois               | Bolides hurlants                                            | Le défi                                                     |                                                             | Mad Max: La route du chaos                                  | NC                                |
| Titre original                | Mad Max                                                     | Mad Max 2 (The Road Warrior aux États-Unis)                 | Mad Max Beyond Thunderdome                                  | Mad Max: Fury Road                                          | Furiosa                           |
| Réalisateur(s)                | George Miller                                               | George Miller                                               | George MillerGeorge Ogilvie                                 | George Miller                                               | George Miller                     |
| Scénaristes                   | George Miller                                               | George Miller                                               | George Miller                                               | George Miller                                               | George Miller                     |
| Scénaristes                   | James McCausland                                            | Brian Hannant                                               |                                                             | Brendan McCarthy                                            |                                   |
| Scénaristes                   | Byron Kennedy                                               | Terry Hayes                                                 | Terry Hayes                                                 | Nick Lathouris                                              | Nick Lathouris                    |
| Producteurs                   | Byron Kennedy                                               | Byron Kennedy                                               |                                                             | Doug Mitchell                                               | Doug Mitchell                     |
| Producteurs                   |                                                             | George Miller                                               |                                                             |                                                             |                                   |
| Producteurs                   |                                                             |                                                             | Iain Smith                                                  |                                                             |                                   |
| Compositeurs                  | Brian May                                                   | Brian May                                                   | Maurice Jarre                                               | Junkie XL                                                   | Junkie XL                         |
| Directeurs de la photographie | David Eggby                                                 | Dean Semler                                                 | Dean Semler                                                 | John Seale                                                  | Simon Duggan                      |
| Pays                          | Australie                                                   | Australie                                                   | Australie                                                   | Australie                                                   | Australie                         |
| Pays                          |                                                             | États-Unis                                                  |                                                             |                                                             |                                   |
| Budget                        | 400 000 dollars australien                                  | 4 millions de dollars australien                            | 12 millions de dollars australien                           | 100 millions de dollars américain                           | NC                                |
| Sociétés de production        | Kennedy Miller Productions                                  | Kennedy Miller Productions                                  | Kennedy Miller Productions                                  | Kennedy Miller Productions                                  | Kennedy Miller Productions        |
| Sociétés de production        | Crossroads                                                  |                                                             |                                                             | Village Roadshow Pictures                                   | Village Roadshow Pictures         |
| Sociétés de production        | Mad Max Films                                               |                                                             |                                                             |                                                             |                                   |
| Dates de sorties en salles    | 12 avril 1979                                               | 24 décembre 1981                                            | 8 août 1985                                                 | 14 mai 2015                                                 | 22 mai 2024                       |
| Dates de sortie en salles     | 9 mai 1980                                                  | 28 avril 1982                                               | 10 juillet 1985                                             | 15 mai 2015                                                 | 24 mai 2024                       |
| Dates de sortie en salles     | 13 janvier 1982                                             | 11 août 1982                                                | 25 septembre 1985                                           | 13 mai 2015                                                 | 22 mai 2024                       |
| Genres                        | action, aventure, science-fiction, anticipation, road movie | action, aventure, science-fiction, anticipation, road movie | action, aventure, science-fiction, anticipation, road movie | action, aventure, science-fiction, anticipation, road movie |                                   |
| Durée                         | 88 minutes                                                  | 95 minutes                                                  | 107 minutes                                                 | 120 minutes                                                 | NC                                |
| Classification États-Unis     | R                                                           | R                                                           | PG-13                                                       | R                                                           | NC                                |
| Classification France         | Interdit aux moins de 12 ans                                | Tous publics avec avertissement                             | Tous publics                                                | Tous publics avec avertissement                             | NC                                |

## Distribution
| Personnages                                | Films            | Films                                     | Films                                        | Films                     | Films                             |  |
| Personnages                                | Mad Max (1979)   | Mad Max 2 : Le Défi (1981)                | Mad Max : Au-delà du dôme du tonnerre (1985) | Mad Max: Fury Road (2015) | Furiosa : Une saga Mad Max (2024) |  |
| ------------------------------------------ | ---------------- | ----------------------------------------- | -------------------------------------------- | ------------------------- | --------------------------------- |  |
| Max Rockatansky                            | Mel Gibson       | Mel Gibson                                | Mel Gibson                                   | Tom Hardy                 | Jacob Tomuri                      |  |
| Benno Swaisey Broken Victim                | Max Fairchild    | Max Fairchild                             |                                              |                           |                                   |  |
| Jessie Rockatansky                         | Joanne Samuel    | Joanne Samuel (images d'archives)         |                                              |                           |                                   |  |
| Sprog Rockatansky                          | Brendan Heath    | Brendan Heath (images d'archives)         |                                              |                           |                                   |  |
| Toecutter                                  | Hugh Keays-Byrne |                                           |                                              |                           |                                   |  |
| Jim "Goose" Rains                          | Steve Bisley     |                                           |                                              |                           |                                   |  |
| Fifi McAfee                                | Roger Ward       |                                           |                                              |                           |                                   |  |
| Bubba Zanetti                              | Geoff Parry      |                                           |                                              |                           |                                   |  |
| Johnny the Boy                             | Tim Burns        |                                           |                                              |                           |                                   |  |
| May Swaisey                                | Sheila Florence  |                                           |                                              |                           |                                   |  |
| Nightrider                                 | Vincent Gil      |                                           |                                              |                           |                                   |  |
| Le capitaine du Gyro                       |                  | Bruce Spence                              |                                              |                           |                                   |  |
| The Humungus                               |                  | Kjell Nilsson                             |                                              |                           |                                   |  |
| Wez                                        |                  | Vernon Wells                              |                                              |                           |                                   |  |
| Toadie                                     |                  | Max Phipps                                |                                              |                           |                                   |  |
| L'enfant sauvage (The Feral Kid en VO)     |                  | Emil Minty (jeune) / Harold Baigent (âgé) |                                              |                           |                                   |  |
| La femme guerrière                         |                  | Virginia Hey                              |                                              |                           |                                   |  |
| Pappagallo                                 |                  | Michael Preston                           |                                              |                           |                                   |  |
| Entité (Entity en VO)                      |                  |                                           | Tina Turner                                  |                           |                                   |  |
| Savannah Nix                               |                  |                                           | Helen Buday                                  |                           |                                   |  |
| le Collecteur ( The Collector en VO)       |                  |                                           | Frank Thring                                 |                           |                                   |  |
| Jedediah le pilote                         |                  |                                           | Bruce Spence                                 |                           |                                   |  |
| Jedediah Jr.                               |                  |                                           | Adam Cockburn                                |                           |                                   |  |
| Le tueur de cochons                        |                  |                                           | Robert Grubb                                 |                           |                                   |  |
| Acier (Ironbar Bassey en VO)               |                  |                                           | Angry Anderson                               |                           |                                   |  |
| Maître (Master en VO)                      |                  |                                           | Angelo Rossitto                              |                           |                                   |  |
| Bombe (Blaster en VO)                      |                  |                                           | Paul Larson (corps) / Stephen Hayes (visage) |                           |                                   |  |
| Doigts noirs (Blackfinger en VO)           |                  |                                           | George Spartels                              |                           |                                   |  |
| Dr Dealgood                                |                  |                                           | Edwin Hodgeman                               |                           |                                   |  |
| Immortan Joe                               |                  |                                           |                                              | Hugh Keays-Byrne          | Lachy Hulme                       |  |
| Furiosa                                    |                  |                                           |                                              | Charlize Theron           | Alyla Browne / Anya Taylor-Joy    |  |
| Nux                                        |                  |                                           |                                              | Nicholas Hoult            |                                   |  |
| Splendid Angharad                          |                  |                                           |                                              | Rosie Huntington-Whiteley |                                   |  |
| Capable                                    |                  |                                           |                                              | Riley Keough              |                                   |  |
| The Dag                                    |                  |                                           |                                              | Abbey Lee                 |                                   |  |
| Toast the Knowing                          |                  |                                           |                                              | Zoë Kravitz               |                                   |  |
| Cheedo the Fragile                         |                  |                                           |                                              | Courtney Eaton            |                                   |  |
| Rictus Erectus                             |                  |                                           |                                              | Nathan Jones              | Nathan Jones                      |  |
| Slit                                       |                  |                                           |                                              | Josh Helman               |                                   |  |
| Le Mange-Personne (The People Eater en VO) |                  |                                           |                                              | John Howard               | John Howard                       |  |
| Le guitariste (The Doof Warrior en VO)     |                  |                                           |                                              | iOTA                      |                                   |  |
| Valkyrie                                   |                  |                                           |                                              | Megan Gale                |                                   |  |
| The Organic Mechanic                       |                  |                                           |                                              | Angus Sampson             | Angus Sampson                     |  |
| Dementus                                   |                  |                                           |                                              |                           | Chris Hemsworth                   |  |
| Scabrous Scrotus                           |                  |                                           |                                              |                           | Josh Helman                       |  |

## Accueil

### Box-office
| Mad Max                                                                                                   | 5 355 490 $AUS  | 8 750 000 $   | 91 000 000 $  | 99 750 000 $  | 2 549 462 entrées  | 400 000 $AUS    | , |  |  |
| Mad Max 2 : Le Défi                                                                                       | 10 847 491 $AUS | 23 667 907 $  | NC            | NC            | 3 625 481 entrées  | 4 500 000 $AUS  | , |  |  |
| Mad Max : Au-delà du dôme du tonnerre                                                                     | 4 272 802 $AUS  | 36 230 219 $  | NC            | NC            | 2 552 981 entrées  | 12 000 000 $AUS | , |  |  |
| Mad Max: Fury Road                                                                                        | 16 071 753 $AUS | 152 762 751 $ | 220 500 000 $ | 373 262 751 $ | 2 337 208 entrées  | 150 000 000 $   | , |  |  |
| Furiosa: une saga Mad Max                                                                                 | 6 659 464 $     | 67 138 772 $  | 102 000 000 $ | 169 138 772 $ | 931 952 entrées    | 168 000 000 $   |   |  |  |
| Totaux | 36 547 536 $AUS | 221 410 877 $ | 311 500 000 $ | 473 012 751 $ | 11 043 023 entrées |                 |   |  |  |
| Indicateur de liste - La case grise signifie les informations concernant un film ne sont pas disponibles. |                 |               |               |               |                    |                 |   |  |  |

### Critiques
| Film                                  | Rotten Tomatoes      | Metacritic        |
| ------------------------------------- | -------------------- | ----------------- |
| Mad Max                               | 90 % (62 critiques)  | 73 (14 critiques) |
| Mad Max 2 : Le Défi                   | 94 % (47 critiques)  | 77 (15 critiques) |
| Mad Max : Au-delà du dôme du tonnerre | 80 % (51 critiques)  | 71 (18 critiques) |
| Mad Max: Fury Road                    | 97 % (426 critiques) | 90 (51 critiques) |

## Produits dérivés

### Jeux vidéo
En 1990, le jeu vidéo Mad Max, inspiré du 2e film, sort sur NES. Un autre jeu inspiré du second film est développé. Cependant, en raison de problèmes de licence, il est rebaptisé Outlander.
Quelques mois après le film Mad Max: Fury Road (2015) sort un autre jeu, Mad Max.

### Comics
Après la sortie du film Fury Road, une série de comics est éditée par Vertigo. Écrite par  George Miller, Nico Lathouris and Mark Sexton, elle sert de préquelle au film.